# Thoche
Thoche – gaun wikas samiti w zachodniej części Nepalu w strefie Gandaki w dystrykcie Manang. Według nepalskiego spisu powszechnego z 2011 roku liczył on 102 gospodarstwa domowe i 382 mieszkańców (205 kobiet i 177 mężczyzn).